# 1987 en science-fiction
| Années de la science-fiction : 1984 - 1985 - 1986 - 1987 - 1988 - 1989 - 1990    |
| Décennies de la science-fiction : 1950 - 1960 - 1970 - 1980 - 1990 - 2000 - 2010 |

L'année 1987 a été marquée, en matière de science-fiction, par les événements suivants.

## Naissances et décès

### Décès
- 4 avril : Catherine Lucille Moore, romancière et éditrice américaine, morte à 76 ans.
- 7 avril : Terry Carr, romancier et éditeur américain, mort à 50 ans.
- 19 mai : James Tiptree, Jr, pseudonyme et nom de plume d'Alice Bradley Sheldon, romancière américaine, morte à 71 ans.
- 30 septembre : Alfred Bester, romancier américain, mort à 73 ans.

## Événements
- Création du prix Arthur-C.-Clarke, prix littéraire récompensant le meilleur roman de science-fiction publié au Royaume-Uni.
- Création du prix Theodore-Sturgeon, prix littéraire récompensant la meilleure nouvelle de science-fiction de l'année, publiée en anglais.

## Prix

### Prix Hugo
- Roman : La Voix des morts (Speaker for the Dead) par Orson Scott Card
- Roman court : Gilgamesh in the Outback par Robert Silverberg
- Nouvelle longue : Permafrost (Permafrost) par Roger Zelazny
- Nouvelle courte : Tangentes (Tangents) par Greg Bear
- Livre non-fictif : Trillion Year Spree par Brian Aldiss avec David Wingrove
- Film ou série : Aliens, le retour, réalisé par James Cameron
- Éditeur professionnel : Terry Carr
- Artiste professionnel : Jim Burns
- Magazine semi-professionnel : Locus, dirigé par Charles N. Brown
- Magazine amateur : Ansible (Dave Langford, éd.)
- Écrivain amateur : Dave Langford
- Artiste amateur : Brad Foster
- Prix Campbell : Karen Joy Fowler

### Prix Nebula
- Roman : La Cité des ombres (The Falling Woman) par Pat Murphy
- Roman court : Le Géomètre aveugle (The Blind Geometer) par Kim Stanley Robinson
- Nouvelle longue : Rachel amoureuse (Rachel in Love) par Pat Murphy
- Nouvelle courte : À toi pour toujours, Anna (Forever Yours, Anna) par Kate Wilhelm
- Grand maître : Isaac Asimov

### Prix Locus
- Roman de science-fiction : La Voix des morts (Speaker for the Dead) par Orson Scott Card
- Roman de fantasy : Soldat des brumes (Soldier of the Mist) par Gene Wolfe
- Premier roman : The Hercules Text par Jack McDevitt
- Roman court : R&R par Lucius Shepard
- Nouvelle longue : Thor contre Captain America (Thor Meets Captain America) par David Brin
- Nouvelle courte : Le Robot qui rêvait (Robot Dreams) par Isaac Asimov
- Recueil de nouvelles : Champagne bleu (Blue Champagne) par John Varley
- Anthologie : The Year's Best Science Fiction: Third Annual Collection par Gardner Dozois, éd.
- Livre non-fictif : Trillion Year Spree par Brian W. Aldiss avec David Wingrove
- Magazine : The Magazine of Fantasy & Science Fiction
- Maison d'édition : Ballantine Books / Del Rey Books
- Artiste : Michael Whelan

### Prix British Science Fiction
- Roman : Grainne (Gráinne) par Keith Roberts
- Fiction courte : Love Sickness par Geoff Ryman

### Prix Arthur-C.-Clarke
- Lauréat : La Servante écarlate (The Handmaid's Tale) par Margaret Atwood

### Prix E. E. Smith Memorial
- Lauréat : Vincent Di Fate (en)

### Prix Theodore-Sturgeon
- Lauréat : Survivre (Surviving) par Judith Moffett (en)

### Prix Seiun
- Roman japonais : Prism par Chouhei Kanbayashi

### Prix Apollo
- Les Voies d'Anubis (The Anubis Gates) par Tim Powers

### Grand prix de l'Imaginaire
- Roman francophone : Rituel du mépris, variante Moldscher par Antoine Volodine
- Nouvelle francophone : Mémoire vive, mémoire morte par Gérard Klein

### Prix Kurd-Laßwitz
- Roman germanophone : Die Wallfahrer par Carl Amery

## Parutions littéraires

### Romans
- Rachel amoureuse (en) par Pat Murphy.
- L'Aube, Au diable vauvert, 2022 ((en) Dawn, 1987), trad. Jessica Shapiro, 432 p.  (ISBN 979-10-307-0506-5) de la série Xenogenesis par Octavia E. Butler.
- Ange mémoire par Robert Charles Wilson.
- Les Annales des Heechees, roman de Frederik Pohl.
- Au-delà du crépuscule par Robert A. Heinlein.
- Catastrophe par L. Ron Hubbard.
- Destination vengeance par L. Ron Hubbard.
- Élévation par David Brin.
- Gravité à la manque par George Alec Effinger.
- Noire Victoire par L. Ron Hubbard.
- Objectif Mort par L. Ron Hubbard.
- Opération pendule par Robert Silverberg.
- Requiem pour Philip K. Dick par Michael Bishop.
- Requiem pour une planète par L. Ron Hubbard.
- Sphère par Michael Crichton.
- Une forme de guerre par Iain Banks.

### Anthologies et recueils de nouvelles
- Univers 1987
- Le Chasseur de jaguar par Lucius Shepard.
- Le Livre d'or de la science-fiction : Damon Knight.

### Nouvelles
- L'Étoile de fer par Robert Silverberg.

## Sorties audiovisuelles

### Films
- Les Aventures d'Eddie Turley par Gérard Courant.
- Hidden par Jack Sholder.
- La Folle Histoire de l'espace par Mel Brooks.
- L'Aventure intérieure par Joe Dante.
- Predator par John McTiernan.
- RoboCop par Paul Verhoeven.
- Running Man par Paul Michael Glaser.
- Terminus par Pierre-William Glenn.

## Sorties vidéoludiques
- Anacreon: Reconstruction 4021 par Thinking Machine.
- Space Quest II: Vohaul's Revenge par Sierra Entertainment.